# Blauwkeelniltava
De blauwkeelniltava (Cyornis rubeculoides) is een zangvogel uit de familie Muscicapidae (vliegenvangers). De vogel werd in 1831 door de Ierse dierkundige Nicholas Aylward Vigors geldig beschreven als Phoenicura rubeculoides.

## Kenmerken
De vogel is 14 tot 15 cm lang. Het mannetje is van boven donkerblauw, vooral de kop onder het oog en de kin zijn donkerblauw, bijna zwart. Beide seksen hebben een oranje vlek op de borst, bij het vrouwtje wat vager van kleur. Het vrouwtje is verder grijsbruin van boven en vuilwit tot lichtgrijs van onder.

## Verspreiding en leefgebied
Deze soort telt vier ondersoorten:
- C. r. rubeculoides: van de Himalaya tot westelijk, noordelijk en noordoostelijk Myanmar.
- C. r. dialilaemus: oostelijk en zuidoostelijk Myanmar, noordelijk en westelijk Thailand.
- C. r. rogersi: centraal en zuidwestelijk Myanmar.
- C. r. klossi: oostelijk Thailand, centraal en zuidelijk Indochina.

De vogel is gedeeltelijk trekvogel. Populaties zoals de van de nominaat C. r. rubeculoides, broeden in bebost gebied tot op 2100 meter boven zeeniveau, maar trekken in de winter naar zuidelijker streken in Zuidoost-Azië. Populaties in India en Indochina zijn standvogel. De soort gaat in aantal achteruit door ontbossing, maar is geen bedreigde vogelsoort.